# Kilkishen
Kilkishen (Cill Chisín) est un village au sud-est du comté de Clare, en Irlande, à 8 km à l'est de Quin et 14 km au nord de Shannon.

## Démographie
D'après un rapport de Samuel Lewis, de 1837, Kilkishen comptait 519 habitants. Au recensement de 2006, la population se montait à 443 habitants, en augmentation par rapport aux 324 du recensement de 2002.
Le village compte 561 âmes en 2016.

## Commodités
Kilkishen est dans la paroisse civile de Clonlea et dans la paroisse catholique de O'Callaghans Mills. Le village appartenait aux Studderts de Kilkishen House.
La première église catholique de Kilkishen, St Senan, a probablement été construite très tôt, au XIXe siècle. Il est mentionné dans un rapport de 1811 un différend qui a conduit à de la violence sur qui devrait s'asseoir le plus près de l'autel. Une rénovation ou une reconstruction majeure de l'église a été achevée en 1865,.
L'église Protestante de Kilkishen a été érigée en 1811. L'église a ensuite été abandonnée, mais en 2014, le bâtiment a été restauré et transformé en centre culturel de Kilkishen,.
L'école publique de Kilkishen se trouve dans le village et, selon le site Web, compte 108 élèves en 2018
Le village abrite le Clare Shout Festival, qui a eu lieu pour la première fois en 2006 et qui a maintenant lieu chaque année en septembre. L'histoire du Clare Shout est incertaine, mais on pense qu'elle remonte à l'époque pré-celtique en Irlande. Il existe une théorie selon laquelle le Clare Shout aurait pu être une forme de culte automnal à l'époque païenne.
L'entrée de Glenwood House à Kilkishen a été le site d'une embuscade de l'IRA en 1921 qui a entraîné la mort de quatre agents de police. Trois plaques commémoratives sont installées sur le mur de la passerelle,.

## Sports
Kilkishen GAA est l'équipe locale de hurling. Elle a remporté le Clare Senior Hurling Championship en 1923 et 1932 et a été finaliste en 1938.
Le village héberge un club de camogie junior.[réf. nécessaire]